# Ambrosius (a S. Spiritu)
Ambrosius (a S. Spiritu) (18. század) karmelita szerzetes Budán.

## Művei
- Zodiacus Elianus. Id est: S. Propheta Elias… Carmelitani ordinis patriarcha… per quaestiones XII. delineatus et illustratus. Budae, 1748
- Ausführlicher Bericht des Ursprungs und Fortgangs deren Gnaden und Wohlthaten, welche die allmögende Hand Gottes, durch seine übergebenedeyteste Jungfräuliche Mutter Mariam in ihrem gnadenreichen Bildnus in Ofen zum Blut genannt an verschiedenen Bedrängten und Presshaften bishero gewürket hat… Ofen, 1755